# Inféodation (biologie)
 (mai 2016).
Si vous disposez d'ouvrages ou d'articles de référence ou si vous connaissez des sites web de qualité traitant du thème abordé ici, merci de compléter l'article en donnant les références utiles à sa vérifiabilité et en les liant à la section « Notes et références ».
On parle d'inféodation dans plusieurs domaines de la biologie.

## Écologie
On qualifie un organisme, une population ou une espèce comme inféodé(e) lorsque l'entité considérée dépend fortement (mais pas forcément de façon obligatoire) d'un ou plusieurs facteur(s) environnementaux.
Il existe deux grandes classes d'inféodation écologique :
- l'inféodation à des conditions biotopiques (climats, ressources libres, etc)[2],[3] ;
- l'inféodation envers une autre espèce (prédation spécialisée, parasitisme, symbiose, etc).

En cela, l'inféodation écologique est le contraire de l'ubiquisme écologique.

## Éthologie
On parle parfois d'inféodation d'une population par une autre (ex : pucerons inféodés à une colonie de fourmis).

## Métabolisme
On parle d'inféodation lorsqu'un processus ou un organe est "tiers-dépendant" (ex : la thyroïde est inféodée à l'hypothalamus) ou tissu-dépendant (ex : la diminution de glycémie est inféodée à la présence d'un pancréas insulino-compétent).
Autre exemple, plus populaire : chez les félins, l'ovulation est inféodée à la stimulation de la femelle (malgré ses chaleurs, cette dernière n'ovulera que si elle a été suffisamment stimulée par le mâle s'accouplant avec elle). ← ce type d'ovulation porte un terme dédié/spécifique→